# Кобила (гора)
Коби́ла — гора в Українських Карпатах, у межах Рахівського району Закарпатської області.
Висота 1177 м над рівнем моря. Західні, південні та східні схили гори дуже круті, лише північний схил переходить у пологу перемичку, яка продовжується хребтом, що простягається на північ до масиву Свидовець. Схили гори заліснені, вершина безліса (полонина).
При підніжжі гори лежать смт Кобилецька Поляна (на північний захід) і село Косівська Поляна (на південний схід). На південь від вершини розташований Кобилецький перевал.

## Легенда
У селищі Кобилецька Поляна існує легенда про його засновників. Розповідається про те, що село назвали на честь кобили, яка під час перебування опришків у цій місцевості пішла на вершину гори з чотирма мішками золота. Повз неї проходили угорці, які на той час воювали з опришками. Опришки загинули, а кобила зайшла в печеру з мішками золота й більше не поверталася.
Відтоді село називається Кобилецька Поляна, а гора називається Кобилою.

## Туризм
В околицях гори розміщено готелі та туристичні бази, збудовано канатну дорогу бугельного типу завдовжки 500 м.
Щомісяця на гору піднімаються 20-30 (інколи до 100) туристів. На горі зведено маленький будиночок для туристів та пастухів і вівчарів. З вершини гори відкривається мальовничий краєвид Косівської Поляни.

## Фотографії

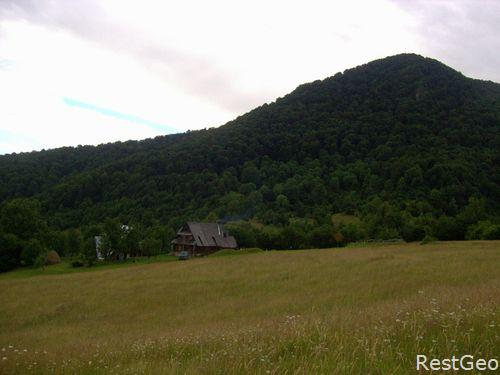
Вигляд на Кобилу з Кобилецького перевалу
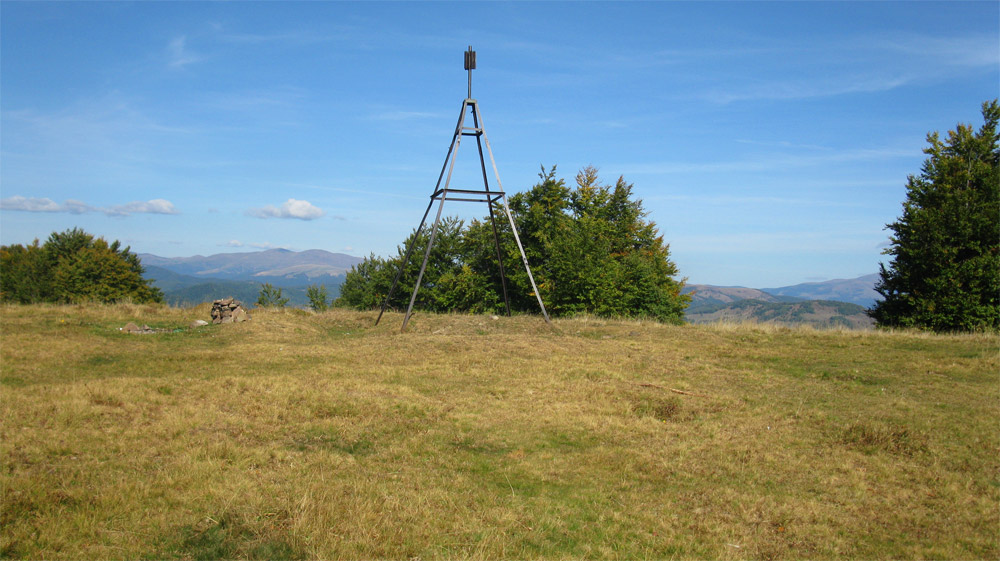
На вершині гори
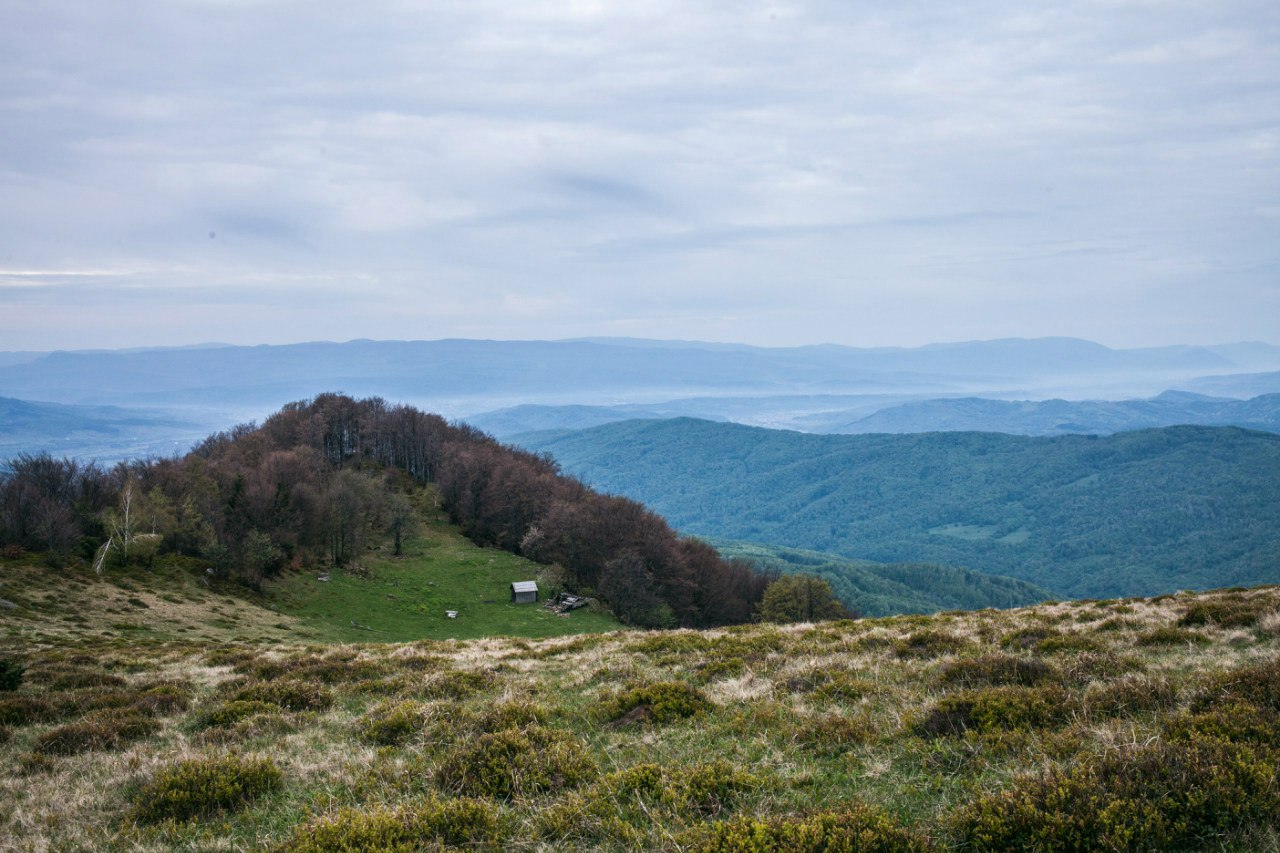
На вершині гори